# Diacetato di cellulosa
Il diacetato di cellulosa è un polimero bioderivato ottenuto trattando la cellulosa con anidride acetica. 

## Chimica e sintesi
Come suggerisce il nome stesso, il diacetato contiene approssimativamente 2 gruppi acetilici per ogni anello eterociclico (di tipo piranosico) della catena macromolecolare della cellulosa. Più propriamente: nella lunga catena della cellulosa, i gruppi ossidrilici, che sono tre per ogni anello, sono esterificati in ragione di due gruppi per un anello piranosico e di tre gruppi per l'anello successivo, in ripetizione costante fino a completamento della catena. Per questo la sostanza è chiamata anche acetato di cellulosa 2,5. 
Il processo di acetilazione prevede un'acetilazione di tutti i gruppi ossidrilici presenti fino al raggiungimento di un prodotto che si chiama triacetato (utilizzato a sua volta come fibra o nei filtri di sigaretta e come supporto per pellicole fotografiche e cinematografiche) e quindi una saponificazione che elimina un gruppo acetilico ogni due anelli piranosici, ricostituendo il terminale -OH.
La cellulosa da acetilare veniva un tempo ottenuta da cascami di cotone, ma ultimamente per gli usi meno pregiati si ricorre a polpa di legno. La differenza sta nella lunghezza delle macromolecole, mediamente inferiore nei prodotti ottenuti da polpa di legno, e quindi di qualità leggermente più bassa.
Il diacetato di cellulosa è spesso usato per fare fibre artificiali simili al rayon o alla viscosa. Il migliore solvente per filare l'acetato è l'acetone, ma buoni solventi sono anche l'acetato di etile ed il metilcellosolve o miscele di essi.

## Impieghi
Risulta lucido e simile alla seta sia alla vista che al tatto, per questa ragione è anche chiamato "seta artificiale". Queste caratteristiche lo differenziano dalla maggior parte dei prodotti sintetici quali polistirolo o policarbonato. È utilizzato come fibra sintetica per la produzione di fodere. Con l'aggiunta di plastificanti e di stabilizzanti è utilizzato per la produzione di semilavorati estrusi impiegati nella fabbricazione di montature di occhiali da vista e da sole. Può anche essere prodotto in sottili fogli trasparenti, utilizzati per la produzione di maschere protettive, schermature per lampade e proiettori da teatro. 
Film di poliacetato spessi pochi decimi di millimetro sono usati come terminale delle stringhe per scarpe. Il diacetato (acetato di cellulosa) ha sostituito in questo impiego la nitrocellulosa (celluloide) altamente infiammabile. Anche l'acetato, specie se esposto a forti fonti di calore, tende a decomporsi liberando acido acetico dal caratteristico odore. 
Nella industria degli occhiali l'acetato è inizialmente servito a riprodurre alcuni prodotti naturali quali la tartaruga od il legno, finendo tuttavia per assumere strutture proprie non più imitanti i prodotti naturali precedentemente utilizzati. Le maggiori aziende  di questo settore, sia per quanto riguarda la fabbricazione dei semilavorati che per la produzione degli occhiali sono italiane anche se negli ultimi anni, a causa dei notevoli costi di mano d'opera,  parte di queste attività si sono spostate in Cina.

## Etichettatura
Per la legge dell'etichettatura tessile la definizione è Acetato e la sigla AC.